# 山岡元隣
山岡 元隣（やまおか げんりん、寛永8年（1631年） - 寛文12年閏6月27日（1672年8月19日））は、江戸時代前期の俳人・仮名草子作者。本名は山岡新三郎、字は徳甫。別号、而慍斎・洛陽山人・抱甕斎。医名、玄水。

## 来歴
父祖は伊勢山田出身の商家で、京都下京六条通に住んだが、多病のため、漢学・医術を修学して生涯を町医者として送った。明暦元年（1655年）北村季吟に師事して俳諧・和学に通じ、季吟編『俳諧合』の跋文や『水鏡抄』序文を執筆、『他我身の上』を脱稿する。寛文2年（1662年）序『身楽千句』、同年自跋『俳諧小式』が成立。寛文6年（1666年）に俳諧宗匠として独立し、北村季吟や西山宗因の歌仙を集めた『歌仙ぞろへ』を編む。

## 作品
俳諧関連
- 『身楽千句』（寛文2年（1662年）序）
- 『俳諧小式』（寛文2年（1662年）自跋）
- 『宝蔵』（寛文11年（1671年）成立）- 俳文の嚆矢と言われる。
- 『諸国独吟集』（寛文12年（1672年）編）

仮名草子
- 『他我身の上』
- 『小巵』（寛文11年（1671年）刊）

注釈書類
- 『世中百首註』（寛文7年（1667年）刊）
- 『徒然草鉄槌増補』（寛文9年（1669年）刊）
- 『随葉大全』（寛文10年（1670年）刊）
- 『古今百物語評判』（貞享3年（1686年）刊）など